# Доњи Зовик (Брчко)
Доњи Зовик је насељено мјесто у саставу дистрикта Брчко, БиХ.

## Становништво
| Националност       | 1991.        |
| Хрвати             | 465 (96,67%) |
| Муслимани          | 0            |
| Срби               | 0            |
| Југословени        | 0            |
| остали и непознато | 16 (3,33%)   |
| Укупно             | 481          |